# Kunstsammlungen der Öffentlich-rechtlichen Rundfunkanstalten

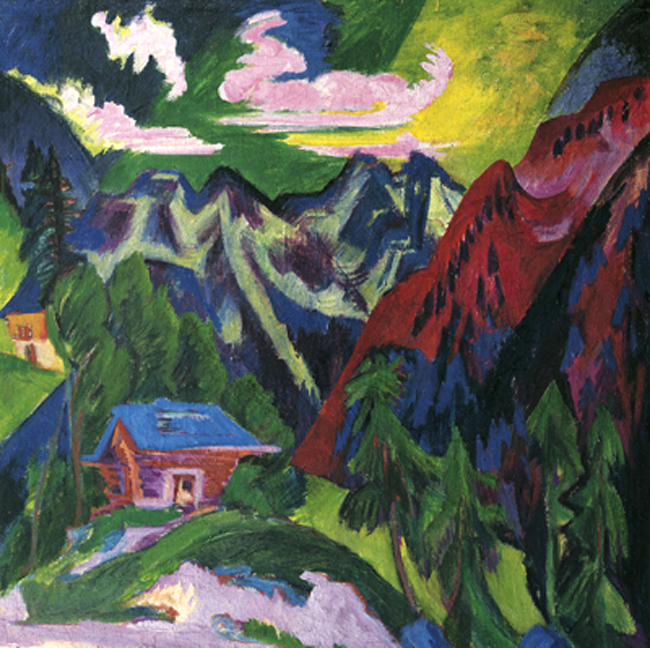
Kirchners Berglandschaft (noch WDR-Sammlung)

Die Kunstsammlungen der Öffentlich-rechtlichen Rundfunkanstalten bezeichnen die einzelnen Sammlungen Öffentlich-rechtlicher Rundfunkanstalten, die seit Bestehen des ARD-Verbunds im Jahr 1950 entstanden sind.

## Hintergrund
In den 1950er- und 1960er-Jahren verstanden sich öffentlich-rechtliche Sendeanstalten oft als „Kulturträger in weitesten Sinne“; im Falle des ZDF kam es auch zum Mäzenatentum, als Intendant Dieter Stolte der Auffassung war, ein öffentlich-rechtlicher Sender „dürfe nicht allein im Fernsehen Kultur fördern.“ Im Falle des WDR stammten die Arbeiten überwiegend von Künstlern, die eher nur in Deutschland bekannt sind und hier ihre Sammler haben wie Bernard Schultze, Walter Dexel oder Horst Janssen. Für „vergleichsweise geringe Summen“ wurden in Galerien, auf Kunstauktionen, aus Katalogen und direkt von Künstlern Bilder und Skulpturen aufgekauft. Zum Beispiel wurde Kirchners „Berglandschaft mit Alphütten“ von 1921 vom Sender 1956 für 8.000 DM erworben; „bereits 1997 wurde das Gemälde von einem Experten auf 800.000 Mark geschätzt.“
„Zuständig in den Sendern waren Kunstbeauftragte, beim WDR sogar ein Kunstausschuss. Es gehörte zum Prestige, sein Büro möglichst zeitgenössisch zu schmücken.“ Ausgaben für Kunstwerke wurden zum Teil auch dadurch realisiert, dass die Verantwortlichen Vorgaben zur Kunst am Bau „sehr frei auslegen“ konnte, so die Süddeutsche Zeitung 2015. Die verstärkte Aufmerksamkeit der Öffentlichkeit hinsichtlich der Sammlungen entstand durch den Vorschlag des WDR-Intendanten Tom Buhrow, sich von der Sender-eigenen Bibliothek und Teilen der Kunstsammlung zu trennen, darunter Werke von Max Beckmann, Karl Hofer, Ernst-Ludwig Kirchner, Oskar Kokoschka und Emil Nolde, was den Widerstand der NRW-Landesregierung ausgelöst hat; Nordrhein-Westfalens Kulturministerin Ute Schäfer wollte eine Versteigerung von fünfzig Bildern im Frühjahr 2016 bei Sotheby’s durch eine Deklaration als „national wertvolles Kulturgut“ verhindern.  Der Verkauf wurde jedoch mit Zustimmung der NRW-Landesregierung durchgeführt. Nach der Versteigerung wurden einige dieser Kunstwerke von Spekulanten mit Gewinn weiterverkauft.

## Umfang der gegenwärtigen Bestände
Bestände nach Senderangaben (Stand September 2015)
- Bayerischer Rundfunk: „Bestand von 740 Bildern“
- Hessischer Rundfunk: „etwa 600 Objekte, Gemälde, Zeichnungen und Grafiken“
- Der Mitteldeutsche Rundfunk besitzt keine Kunstsammlung
- Rundfunk Berlin-Brandenburg: 350 Werke
- Der Südwestrundfunk „hat sich bereits vor 15 Jahren von seinen Kunstgegenständen getrennt. Im Bestand sind nur noch Bilder von geringem Wert“.
- ZDF: 150 Kunstobjekte